# 53 cm/52 Gerät 36
Il 53 cm/52 Gerät 36 è stato uno dei più grandi cannoni mai costruiti. Sviluppato a partire dal 1938, fu utilizzato solo sperimentalmente nel 1941.

## Sviluppo
Lo sviluppo del 53 cm/52 fu avviato dalla Krupp nel 1938. I lavori richiesero circa quattro anni, ed il prototipo fu pronto nel 1941. In quell'anno, effettuò una limitata serie di tiri, anche se l'affusto non era stato completato.
Non è chiaro quale scopo abbia avuto lo sviluppo di un pezzo di tali dimensioni. Probabilmente, venne realizzato esclusivamente per svolgere attività sperimentali, anche perché non ne fu previsto l'impiego neanche sulle gigantesche navi da battaglia della classe H. Infatti queste unità, nell'ultima versione del progetto, nonostante avessero un dislocamento a pieno carico di oltre 130.000 t ed una lunghezza di 350 m, avrebbero dovuto montare cannoni da 508.

## Tecnica
Il 53 cm/52 era un pezzo da 533 mm pesante 329.800 kg, con una lunghezza di 27,7 m. Con un'elevazione massima di 50 gradi, poteva sparare un proiettile da 2.200 kg alla massima distanza di 47.500 m alla velocità di 820 m/s. I proiettili previsti erano due, aventi entrambi il medesimo peso:
- APC L/4,9
- HE L/4,9

Ne venne costruito un solo esemplare.